# Galán
Galán är ett av Argentinas högsta berg, 5912 meter över havsytan. Belägen i norra Argentina, relativt nära gränsen till Chile.